# 混响时间
混响时间是室内声源停止发声在发声后，混響的声压级降低60dB所需要的时间。声源在室内发声后，由于反射和吸收的作用，室内声场会有一个增长的过程。同样，当声源停止发声后，由于反射声的存在，声音也不会立即消失，而是要经过一个逐渐衰变的过程，此过程称为混响过程。

## 混响时间的提出
1895年，哈佛大学福格艺术博物馆落成，但是发现博物馆的礼堂音质模糊不清。当时哈佛大学物理系最年轻的助理教授赛宾被请来解决这个问题。当时赛宾依靠耳朵作为接收器，并用一个停表作为计时器，大量的坐垫作为吸声材料，研究吸声量A与混响时间RT的关系。在1900年赛宾发表著名论文《混响》，提出了混响时间这一概念，并得出计算混响时间的公式——赛宾公式。自此奠定了厅堂声学甚至是整个建筑声学的科学基础。混响时间至今仍是厅堂音质评价首选的物理指标。

## 混响时间的计算

### 赛宾公式
1900年赛宾首先建立起混响时间与房间容积以及房间吸声量的的定量关系，称为赛宾公式。 
```
 

  

    

      

        
T

        
=

        

          

            

              
0.161

              
V

            

            

              
S

              

                

                  
α

                  
¯

                

              

            

          

        

      

    

    
{\displaystyle T={\frac {0.161V}{S{\overline {\alpha }}}}}

  

```

- {\displaystyle V}——房间容积{\displaystyle m^{3}}
- {\displaystyle S}——室内总表面积{\displaystyle m^{3}}
- {\displaystyle {\overline {\alpha }}}——室内平均吸声系数{\displaystyle m^{3}}

赛宾公式具有非常重要的意义，但是在实际使用中如果吸声总量超过一定的范围时（{\displaystyle {\overline {\alpha }}\leqslant 0.2}），计算结果与实际情况差距较大。

### 依林公式
在赛宾公式的基础上，人们又进行了大量的研究，作出了一些修正，得出了在工程界普遍应用的依林公式。
```
 

  

    

      

        
T

        
=

        

          

            

              
0.161

              
V

            

            

              
−

              
S

              
ln

              
⁡

              
(

              
1

              
−

              

                

                  
α

                  
¯

                

              

              
)

            

          

        

      

    

    
{\displaystyle T={\frac {0.161V}{-S\ln(1-{\overline {\alpha }})}}}

  

```

- {\displaystyle V}——房间容积{\displaystyle m^{3}}
- {\displaystyle S}——室内总表面积{\displaystyle m^{3}}
- {\displaystyle {\overline {\alpha }}}——室内平均吸声系数{\displaystyle m^{3}}

上式仅考虑了室内表面的吸声。但实际上当房间较大时，空气对频率较高的声音（2000Hz以上）也有较大的吸收。这种吸收主要取决于空气的相对湿度和温度的影响。当需要考虑空气吸声时上式可以修正为：
```
 

  

    

      

        
T

        
=

        

          

            

              
0.161

              
V

            

            

              
−

              
S

              
ln

              
⁡

              
(

              
1

              
−

              

                

                  
α

                  
¯

                

              

              
)

              
+

              
4

              
m

              
V

            

          

        

      

    

    
{\displaystyle T={\frac {0.161V}{-S\ln(1-{\overline {\alpha }})+4mV}}}

  

```

- {\displaystyle 4m}——空气衰减系数

| 空气衰减系数 4m 值 | 空气衰减系数 4m 值 | 空气衰减系数 4m 值 | 空气衰减系数 4m 值 | 空气衰减系数 4m 值 |
| ------------------ | ------------------ | ------------------ | ------------------ | ------------------ |
| 相对湿度           | 倍频程中心频率     | 倍频程中心频率     | 倍频程中心频率     | 倍频程中心频率     |
| 相对湿度           | 500                | 1000               | 2000               | 4000               |
| 50%                | 0.0024             | 0.0042             | 0.0089             | 0.0262             |
| 60%                | 0.0025             | 0.0042             | 0.0089             | 0.0234             |
| 70%                | 0.0025             | 0.0045             | 0.0081             | 0.0208             |
| 80%                | 0.0025             | 0.0046             | 0.0082             | 0.0194             |